# Helena Jaczek
Helena Jaczek (ur. 5 listopada 1950 w Londynie) – kanadyjska lekarka i polityczka polskiego pochodzenia, członkini Izby Gmin Kanady (od 2019) oraz Parlamentu Ontario (2007–2018).

## Życiorys
Helena Jaczek urodziła się i wychowywała w Londynie. Jej ojciec pochodził z Polski. W 1963 przeprowadziła się do Kanady, gdzie na Uniwersytecie w Toronto ukończyła studia medyczne oraz studia MBA na Uniwersytecie Yorka. Pracowała w szpitalu w Toronto i jako naczelna lekarka Regionu York.
Po raz pierwszy wzięła udział w wyborach w 2003, kandydując do Parlamentu Ontario z ramienia Liberalnej Partii Ontario. Zdobyła wówczas 30 126 głosów (43,62%), tj. o 2521 za mało, by zdobyć mandat. W 2007 wygrała w swoim okręgu, otrzymując 28 564 głosy (48,11%). Uzyskała reelekcje w 2011 i 2014. W 2007 otrzymała nominację na parlamentarnego sekretarza Ministra Promocji Zdrowia, w 2009 Ministra Środowiska, w 2013 Ministra Zdrowia i Długoterminowej Opieki. 24 czerwca 2014 została Ministerką ds. Społeczności i Usług Społecznych Ontario. 26 lutego 2018 została Ministerką Zdrowia i Długoterminowej Opieki. W 2018 bez powodzenia ubiegała się o reelekcję. W wyborach parlamentarnych w 2019 uzyskała mandat w Izbie Gmin Kanady.
Otrzymała liczne nagrody, m.in.: „Distinguished Service Award” od Stowarzyszenia Miejscowych Agencji Zdrowia Publicznego, „In Celebration of Women” za działalność w Regionie Yorku.
Helena Jaczek jest matką dwójki dzieci.